# Wincenty Teofil Popiel

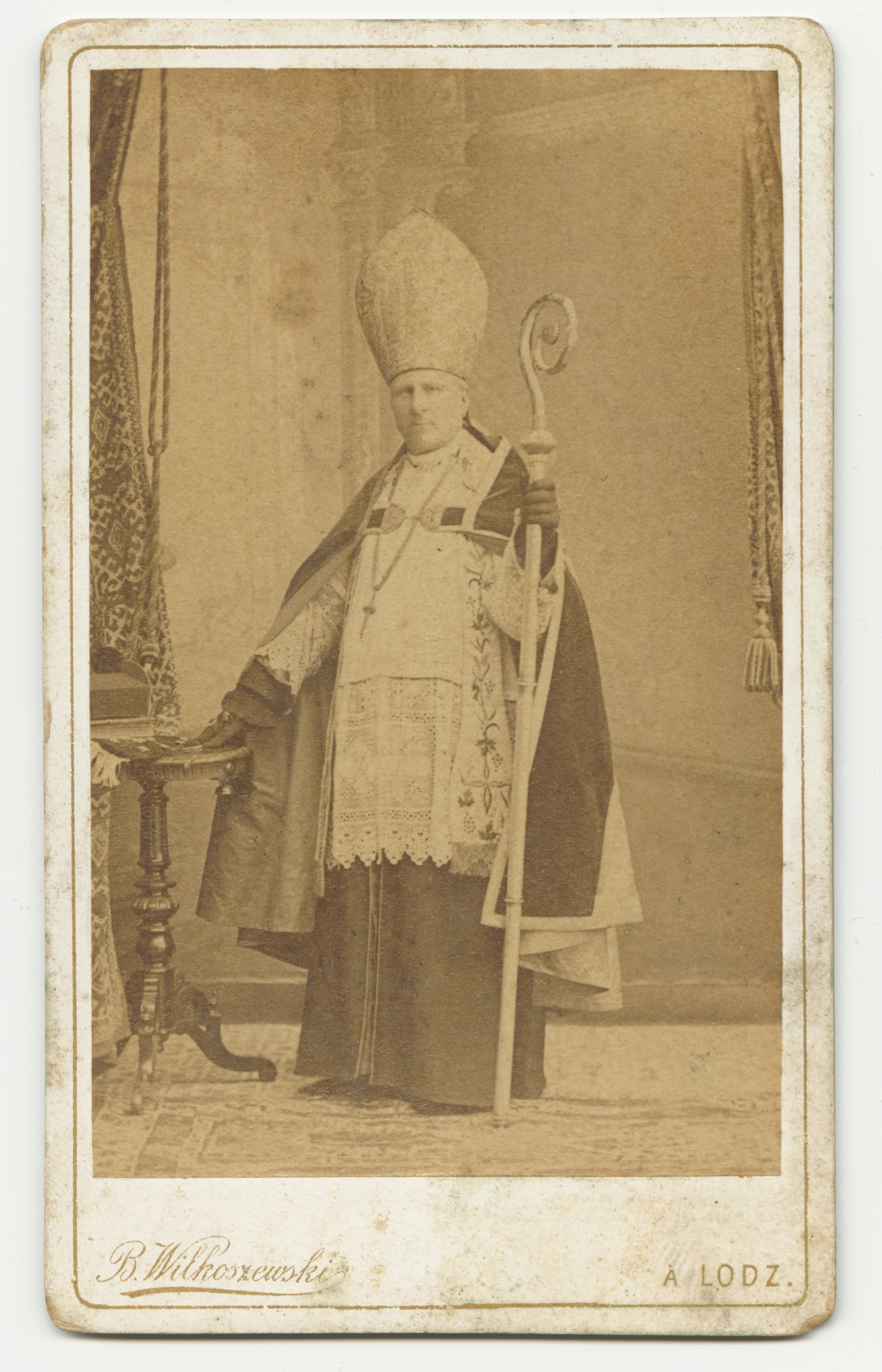
Wincenty Teofil Popiel

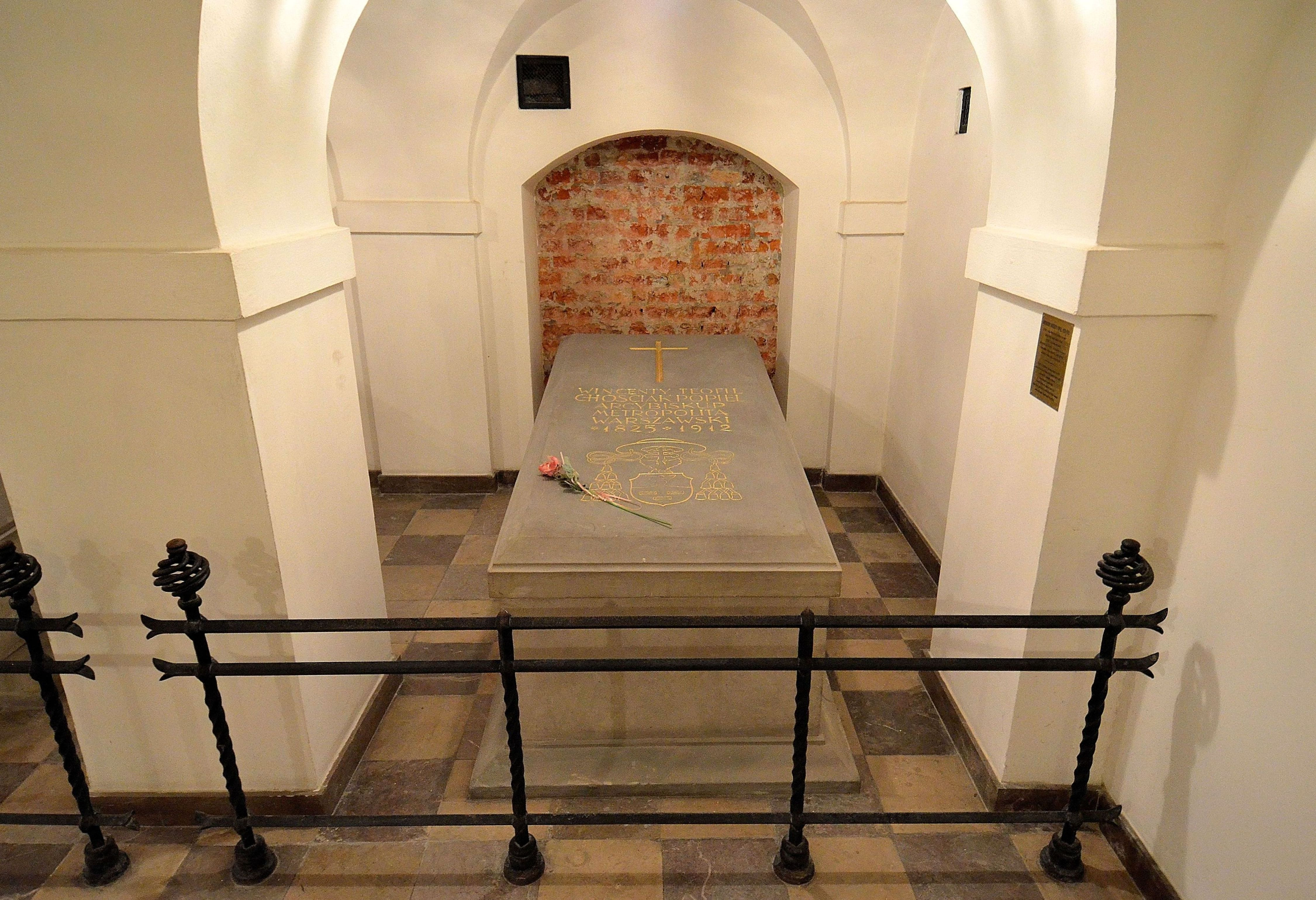
Graf van Wincenty Teofil Popiel

Wincenty Teofil Popiel (Czaple Wielkie, 21 juli 1825 - Warschau, 7 december 1912) was een Pools aartsbisschop.
In 1849 werd Popiel tot priester gewijd. Hij studeerde in Leuven en in Rome en werkte vele jaren in Kielce. In 1863 werd hij door paus Pius IX benoemd tot bisschop van Plock. In 1868 werd hij naar Veliki Novgorod gestuurd. Bij zijn terugkeer in 1876 werd hij benoemd tot bisschop van Kalisz en in 1883 tot aartsbisschop van Warschau.